# Bertrand Chamayou
Pour les articles homonymes, voir Chamayou.
 (février 2018).
Si vous disposez d'ouvrages ou d'articles de référence ou si vous connaissez des sites web de qualité traitant du thème abordé ici, merci de compléter l'article en donnant les références utiles à sa vérifiabilité et en les liant à la section « Notes et références ».
Bertrand Chamayou, né le 23 mars 1981 à Toulouse, est un pianiste français.

## Biographie

### Formation et concours
Bertrand Chamayou commence à étudier le piano à huit ans. Peu de temps après, il entre au conservatoire de sa ville natale, d'où il sortira à l'âge de quinze ans pour rejoindre la classe de Jean-François Heisser au Conservatoire national supérieur de musique de Paris. Il donne alors ses premiers concerts, suit les conseils d'artistes tels que Murray Perahia, Leon Fleisher, Dmitri Bachkirov ou encore Aldo Ciccolini ; il remporte un deuxième prix au Concours international Krainev en Ukraine, un premier prix de piano au Conservatoire, et intègre le cycle de perfectionnement de cet établissement tout en travaillant auprès de Maria Curcio à Londres.

### Carrière
En 2001, à la faveur de son quatrième prix au Concours international Marguerite-Long-Jacques-Thibaud, Bertrand Chamayou se met à donner de plus en plus fréquemment des concerts, soit en soliste, soit encore avec des chanteurs ou avec orchestre. Il s'est depuis produit de nombreuses fois en récital dans diverses salles prestigieuses (salles Pleyel et Gaveau, Philharmonie de Paris, Théâtre Mogador, Théâtre du Capitole, Halle aux Grains de Toulouse, Corum de Montpellier, Gasteig de Munich, Conservatoire Tchaïkovski de Moscou etc.) ainsi que dans des festivals tels que La Roque d'Anthéron, la Folle Journée de Nantes, le Festival Radio France Occitanie Montpellier, Piano aux Jacobins, Piano à Riom, Piano en Valois, les Flâneries Musicales de Reims, l'Orangerie de Sceaux, le Festival de Pâques de Deauville, le Printemps Musical de Saint Cosme.
Ses concerts le mènent aussi dans de nombreux pays (Allemagne, Belgique, Hongrie, Russie, Espagne, Portugal, Japon, Canada, etc.)
Outre ses récitals, Bertrand Chamayou s'est produit en concerto avec divers orchestres français de grande renommée, tels que l'Orchestre national de France, l'Orchestre philharmonique de Radio France ou l'Orchestre national du Capitole de Toulouse sous la direction, respectivement, de Lawrence Foster et Michel Plasson, et pratique assidûment la musique de chambre avec des partenaires comme Augustin Dumay, Renaud et Gautier Capuçon, le Quatuor Ysaÿe, le Quatuor Ébène, Xavier Phillips, Henri Demarquette. Il est invité par le festival Piano aux Jacobins, à Verbier, à l'Orangerie de Sceaux, etc. mais ne se contente pas d'illustrer le répertoire : on lui doit la création d'œuvres nouvelles signées Philippe Hersant, Guillaume Connesson, Karol Beffa, etc. 
En 2006, il est lauréat des Victoires de la musique classique dans la catégorie « révélation soliste instrumental de l'année ».
En 2007, il joue le Concerto pour piano nº 2 de Saint-Saëns, avec l'Orchestre français des jeunes, sous la direction de Jean-Claude Casadesus, à Paris, Dijon, Vichy et Aix-en-Provence.
En 2011, il obtient le titre de « soliste instrumental de l'année » aux Victoires de la musique classique, titre qu'il remporte de nouveau en 2016.
En 2012, son enregistrement de l'intégrale des Années de pèlerinage de Franz Liszt, obtient le titre de meilleur « enregistrement de l'année » aux Victoires de la musique classique.
En 2013, il signe un contrat d'exclusivité chez Erato.
En 2018, il entre en résidence à Radio France et enregistre un disque consacré à Camille Saint-Saëns avec l’Orchestre national de France. 
En 2020, il rejoint son ancien professeur Jean-François Heisser à la direction du festival Ravel dans le Pays-Basque.
En 2023, il reçoit sa cinquième victoire de la musique comme meilleur soliste.
En 2024, il se produit aux Rencontres musicales d'Évian.

### Vie privée
Il devient père d'un garçon en 2016, et d'un second en 2019.

## Récompenses
- 2006 : Victoire de la musique classique - révélation soliste instrumental de l'année[1].
- 2011 : Victoire de la musique classique - soliste instrumental de l'année.
- 2012 : Victoire de la musique classique - enregistrement de l'année pour les Années de pèlerinage de Franz Liszt.
- 2016 : Victoire de la musique classique - soliste instrumental de l'année[3].
- 2023 : Victoire de la musique classique - soliste instrumental de l'année[8].

### Décoration
- Officier de l'ordre des Arts et des Lettres (2025)[9]

## Discographie
- 2006 : Franz Liszt, Douze études d'exécution transcendante (Sony)
- 2008 : Felix Mendelssohn, Piano Pieces (Naïve)
- 2010 : César Franck (Prélude, Choral et Fugue, Les Djinns, Variations symphoniques...) (Naïve)
- 2011 : Franz Liszt, Intégrale des Années de pèlerinage (Naïve)
- 2014 : Franz Schubert, Wanderer Fantaisie, Klavierstücke D946, Litanei, Allegretto D915... (Erato)
- 2015 : The Chopin Album, avec Sol Gabetta (Sony)
- 2016 : Ravel : Complete Works for Solo Piano (Erato)[7] Gramophone Editor’s Choice
- 2017 : Debussy : Musique de Chambre, avec Renaud Capuçon,  Edgar Moreau, Gérard Caussé, Emmanuel Pahud et Marie-Pierre Langlamet (Erato)
- 2018 : Saint-Saëns, Concerto pour piano et orchestre no2 et 5, avec l'Orchestre national de France dirigé par Emmanuel Krivine (Erato). Choc de Classica
- 2019 : Beethoven : Choral Fantasy op. 80, Laurence Equilbey, Accentus Insula Orchestra. (Erato).
- 2020 : Good night!, album piano solo contenant exclusivement des berceuses. (Erato).
- 2022 : Messiaen, Vingt Regards sur l’Enfant Jésus. (Erato).
- 2025 : Ravel, Fragments. (Erato)